# Vas-y (ga maar)
Vas-y (ga maar) is een lied van het Nederlandse zangduo Suzan & Freek in samenwerking met de Nederlandse zanger Claude. Het werd op 7 september 2023 als single uitgebracht. Het nummer verscheen op 16 september 2023 in de Nederlandse Top 40 en de Nederlandse Single Top 100. Op 14 oktober 2023 kwam het nummer voor het eerst de Ultratop 50 binnen. Het Frans-Nederlandstalige nummer Vas-y (ga maar) werd gekozen als Alarmschijf door Qmusic. De single heeft in Nederland de gouden status.

## Achtergrond
Vas-y (ga maar) is geschreven door Suzan Stortelder, Arno Krabman, Freek Rikkerink, Claude en Joren van der Voort en geproduceerd door Krabman. De tekst gaat over een liefde die er niet langer is. De bijbehorende videoclip werd op 8 september 2023 uitgebracht. In november 2023 stond Claude ook in het voorprogramma van een reeks concerten van Suzan & Freek in de Ziggo Dome.

## Hitnoteringen

### NPO Radio 2 Top 2000
Vas-y (ga maar) stond in 2024 voor het eerst in de NPO Radio 2 Top 2000, op plek 1194.